# 田代守彦
田代 守彦（たしろ もりひこ、1938年4月10日 - ）は、日本の経営者。トーメン社長、会長を務めた。

## 経歴
愛知県名古屋市出身。1961年に名古屋大学経済学部を卒業し、同年に東洋綿花(のちのトーメン)に入社。1991年6月に取締役に就任し、1995年6月に常務、1997年6月に専務を経て、2000年4月には社長に就任し、2004年6月までに務めた。2004年6月から2008年6月までに富士重工業監査役を務めた。